# Clavaphorura septemseta
Sous-famille
Genre
Espèce
Clavaphorura septemseta, unique représentant du genre Clavaphorura et de la sous-famille des Clavaphorurinae, est une espèce de collemboles de la famille des Tullbergiidae.

## Distribution
Cette espèce est endémique de Nouvelle-Zélande.

## Description
Clavaphorura septemseta mesure 1,16 mm.

## Publication originale
- Salmon, 1943 : New Records of Collembola from New Zealand, with Descriptions of New Genera and Species. Part I. Collembola. Arthropleona. Transactions of the Royal Society of New Zealand, vol. 72, p. 373-388 (texte intégral).